# Arctia insulata
Arctia insulata là một loài bướm đêm thuộc phân họ Arctiinae, họ Erebidae.